# ان‌کی‌تی هولدینگ
ان‌کی‌تی هولدینگ (به دانمارکی: NKT Holding) شرکت خوشه‌ای دانمارکی است، که محدوده فعالیت‌های آن در زمینه تولید انواع کابل‌های برق و فیبرهای نوری، همچنین عرضه انواع تجهیزات تمیزکننده و پاک‌کننده‌های صنعتی و خانگی می‌باشد.
شرکت ان‌کی‌تی در سال ۱۸۹۱ در شهر کپنهاگ تأسیس شد. بخشی از سهام این شرکت در بازار بورس نزدک اوام‌اکس کپنهاگ معامله می‌شود. ان‌کی‌تی هولدینگ از ۳ شرکت تابعه تشکیل شده‌است که عبارتند از: شرکت کابل ان‌کی‌تی، شرکت نیلفیسک و فوتونیک گروپ.